# Judo-Afrikameisterschaften 2018
Die Judo-Afrikameisterschaften 2018 fanden vom 12. bis 14. April 2018 im tunesischen Tunis statt.

## Ergebnisse

### Männer
| Gewichtsklasse                 | Gold                     | Silber                  | Bronze                                  |
| ------------------------------ | ------------------------ | ----------------------- | --------------------------------------- |
| Superleichtgewicht (bis 60 kg) | Issam Bassou             | Fraj Dhouibi            | Moussa Diop Salim Rabahi                |
| Halbleichtgewicht (bis 66 kg)  | Mohamed Abdelmawgoud     | Ahmed Abdelrahman       | Imad Bassou Houd Zourdani               |
| Leichtgewicht (bis 73 kg)      | Fethi Nourine            | Mohamed Mohyeldin       | Acácio Quifucussa Ahmed El Meziati      |
| Halbmittelgewicht (bis 81 kg)  | Mohamed Abdelaal         | Achraf Moutii           | Abdelaziz Ben Ammar Abdelrahman Mohamed |
| Mittelgewicht (bis 90 kg)      | Abderrahmane Benamadi    | Oussama Mahmoud Snoussi | Eyale Le Beau Ali Hazem                 |
| Halbschwergewicht (bis 100 kg) | Ramadan Darwish          | Lyès Bouyacoub          | Bilal Belhimer Anis Ben Khaled          |
| Schwergewicht (über 100 kg)    | Faicel Jaballah          | Mbagnick Ndiaye         | Mustapha Abdallaoui Mohamed-Amine Tayeb |
| Offene Klasse                  | Mohamed Sofiane Belrekaa | Maisara Elnagar         | Dieudonné Dolassem Faicel Jaballah      |

### Frauen
| Gewichtsklasse                 | Gold                    | Silber           | Bronze                             |
| ------------------------------ | ----------------------- | ---------------- | ---------------------------------- |
| Superleichtgewicht (bis 48 kg) | Olfa Saoudi             | Aziza Chakir     | Hadjer Mecerem Geronay Whitebooi   |
| Halbleichtgewicht (bis 52 kg)  | Fatima Zahra El Qorachi | Hela Ayari       | Faiza Aissahine Meriem Moussa      |
| Leichtgewicht (bis 57 kg)      | Soumiya Iraoui          | Lamiaa Alzenan   | Nesria Jelassi Ghofran Khelifi     |
| Halbmittelgewicht (bis 63 kg)  | Meriem Bjaoui           | Sofia Belattar   | Imene Agouar Amina Belkadi         |
| Mittelgewicht (bis 70 kg)      | Assmaa Niang            | Souad Bellakehal | Nihel Bouchoucha Karene Agono Wora |
| Halbschwergewicht (bis 78 kg)  | Kaouthar Ouallal        | Sarra Mzougui    | Unelle Snyman Alaa Hamed           |
| Schwergewicht (über 78 kg)     | Nihel Cheikh Rouhou     | Sonia Asselah    | Monica Sagna Vanessa Mballa        |
| Offene Klasse                  | Nihel Cheikh Rouhou     | Monica Sagna     | Vanessa Mballa Unelle Snyman       |

## Medaillenspiegel
| Platz | Nation          | Gold | Silber | Bronze | Gesamt |
| ----- | --------------- | ---- | ------ | ------ | ------ |
| 1.    | Tunesien        | 5    | 4      | 6      | 15     |
| 2.    | Algerien        | 4    | 3      | 9      | 16     |
| 3.    | Marokko         | 4    | 3      | 3      | 10     |
| 4.    | Ägypten         | 3    | 4      | 3      | 10     |
| 5.    | Senegal         | 0    | 2      | 2      | 4      |
| 6.    | Kamerun         | 0    | 0      | 3      | 3      |
| 6.    | Südafrika       | 0    | 0      | 3      | 3      |
| 8.    | Angola          | 0    | 0      | 1      | 1      |
| 8.    | Gabun           | 0    | 0      | 1      | 1      |
| 8.    | Dem. Rep. Kongo | 0    | 0      | 1      | 1      |